# Ґлупоне
Ґлупоне (пол. Głuponie) — село в Польщі, у гміні Куслін Новотомиського повіту Великопольського воєводства.
Населення — 597 осіб (2011).
У 1975-1998 роках село належало до Познанського воєводства.

## Демографія
Демографічна структура станом на 31 березня 2011 року:
|          | Загалом | Допрацездатний вік | Працездатний вік | Постпрацездатний вік |
| -------- | ------- | ------------------ | ---------------- | -------------------- |
| Чоловіки | 304     | 65                 | 223              | 16                   |
| Жінки    | 293     | 65                 | 180              | 48                   |
| Разом    | 597     | 130                | 403              | 64                   |